# 迪塞
迪塞（法語：Ducey，法語發音：[dysɛ]）是法国芒什省的一个旧市镇，属于阿夫朗什区。2016年，迪塞与市镇莱谢里合并为新市镇迪塞-莱谢里，迪塞为新市镇行政中心。

## 地理
迪塞（48°37'9"N, 1°17'21"W）面积11.21 平方千米，位于法国诺曼底大区芒什省，该省份为法国西北部沿海省份，西、北、东北三面环大西洋，东起顺时针与卡爾瓦多斯省、奧恩省、马耶讷省和伊勒-维莱讷省接壤。
与迪塞接壤的市镇（或旧市镇、城区）包括：圣康坦叙勒奥姆、圣洛朗德泰尔加特。

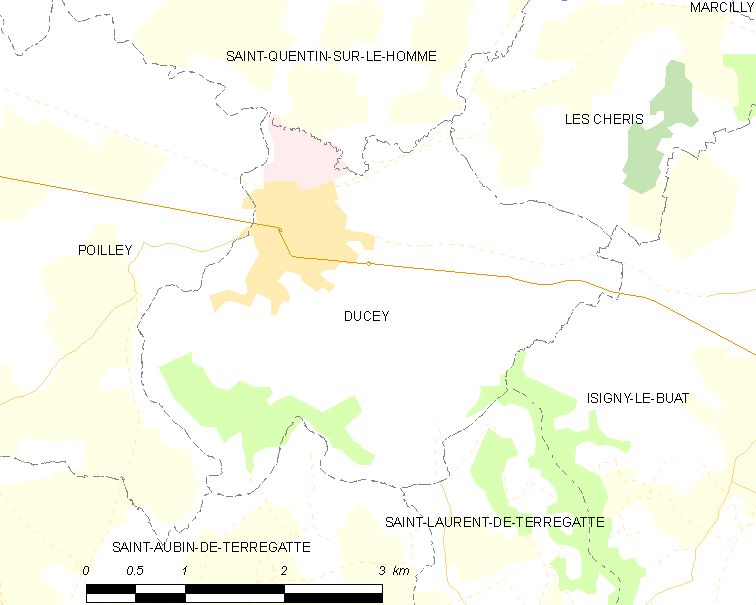
迪塞的OSM定位图

迪塞的时区为UTC+01:00、UTC+02:00（夏令时）。

## 行政
迪塞的邮政编码为50220，INSEE市镇编码为50168。

## 政治
迪塞所属的省级选区为蓬托尔松县。

## 人口

1962-2008年间迪塞人口变化图示

迪塞于2018年1月1日时的人口数量为2537人。